# Two for the Show
Two for the Show è un album dal vivo del gruppo rock statunitense Kansas, pubblicato nel 1978, registrato al Record Plant Studio. Sempre nel 1978 fu certificato disco di platino negli Stati Uniti. Contiene l'inedito singolo Lovely Wind.

## Tracce

### CD1
1. Song for America
2. Point of Know Return
3. Paradox
4. Icarus - Borne on Wings of Steel
5. Portrait (He Knew)
6. Carry On Wayward Son
7. Journey from Mariabronn
8. Dust in the Wind
9. Lonely Wind
10. Mysteries and Mayhem
11. Excerpt from Lamplight Symphony
12. The Wall
13. Magnum Opus

#### CD2
1. Incomudro
2. Child of Innocence
3. Belexes
4. Cheyenne Anthem
5. Lonely Street
6. Miracles Out of Nowhere
7. The Spider
8. Closet Chronicles
9. Down the Road
10. Sparks of the Tempest
11. Bringing It Back